# Salia mimalis
Salia mimalis är en fjärilsart som beskrevs av Jacob Hübner 1819. Salia mimalis ingår i släktet Salia och familjen nattflyn. Inga underarter finns listade.